# Tuneheadz
Tuneheadz – duet amerykańskich producentów hip-hopowych z Brooklynu (Nowy Jork), w którego skład wchodzą: Franklin Crum i Eric Serrano. Pracują dla wytwórni Ruff Ryders Entertainment. Zadebiutowali w 2002 roku, produkując utwór Stylesa, "Y'all Don't Wanna Fuck". Skomponowali też jeden z przebojów DMX-a, "Where the Hood At".

## Produkcje

### 2002
- A Gangster and a Gentleman (album Stylesa P)
  - "Y'all Don't Wanna Fuck"

### 2003
- Grand Champ (album DMX-a)
  - "Bring the Noize"
  - "We're Back" (feat. Eve & Jadakiss)
  - "Where the Hood At"

### 2004
- The Best of Infa.Red & Cross (album Infa.Reda i Crossa)
  - "We Done Did That" (Infa.Red & Cross feat. Styles P)

- Hell and Back (album Drag-Ona)
  - "Feel My Pain"
  - "Intro"
  - "U Had Me Pt. 2" (feat. Eve & Aja Smith)

- The Rest Is History (album Jina)
  - "Here Now"
  - "The Signing (Intro)"

### 2005
- Harlem: Diary of a Summer (album Jima Jonesa)
  - "Confront Ya Babe" (feat. Max B & Cardan)

- Real City of God Vol. 2 (album Ruff Ryders)
  - "We Done Did That" (Infa.Red & Cross feat. Styles P)

### 2006
- Time Is Money (album Stylesa)
  - "Leavin' the Game"

- Year of the Dog...Again (album DMX-a)
  - "It's Personal" (feat. Styles P & Jadakiss)